# Ad exchange
Un ad exchange è una piattaforma tecnologica che facilita la compravendita in tempo reale di inventari da molteplici network pubblicitari. Questi mercati online sono essenziali per il Programmatic Advertising (in italiano: "pubblicità programmatica"). I prezzi sono determinati automaticamente attraverso il principio dell'asta. L'approccio è di tipo tecnologico, a differenza dei sistemi classici di negoziazione dei prezzi sugli inventari dei media. Ciò rappresenta un campo che va oltre i network pubblicitari definite dalla Interactive Advertising Bureau (IAB), e da pubblicazioni sul commercio pubblicitario quali Advertising Age.
Tra i principali ad exchange ci sono:
- DoubleClick,[4] acquistata da Google nel 2008. DoubleClick connette in tempo reale network pubblicitari, agenzie e piattaforme per la domanda di terze parti con un vasto inventario globale.
- AdECN,[5] acquistata da Microsoft nell'agosto 2007. Microsoft è ufficialmente passata da AdECN a AppNexus per le sue necessità di real-time bidding tre anni dopo averla acquisita. Questo cambio ha portato successivamente al ritiro della piattaforma AdECN.
- Rubicon Project Exchange, di proprietà della Rubicon Project.
- Open X, una società di tecnologie pubblicitarie in tempo reale. La società ha sviluppato una piattaforma integrata che combina ad server e real-time bidding exchange che fornisce ottimizzazioni per la pubblicità e le società di media digitali.
- Google Marketing Platform
- Microsoft Ad Exchange